# Habia fuligineux
Espèce
Statut de conservation UICN

 LC  : Préoccupation mineure
Le Habia fuligineux (Driophlox gutturalis), anciennement Tangara fuligineux, est une espèce de passereaux de la famille des Cardinalidae qui était auparavant placée dans celle des Thraupidae.

## Répartition et habitat
Il est endémique de la Colombie. Il vit dans les broussailles dans les zones boisées entre 100 et 1 100 m d'altitude.